# Aneta Figiel

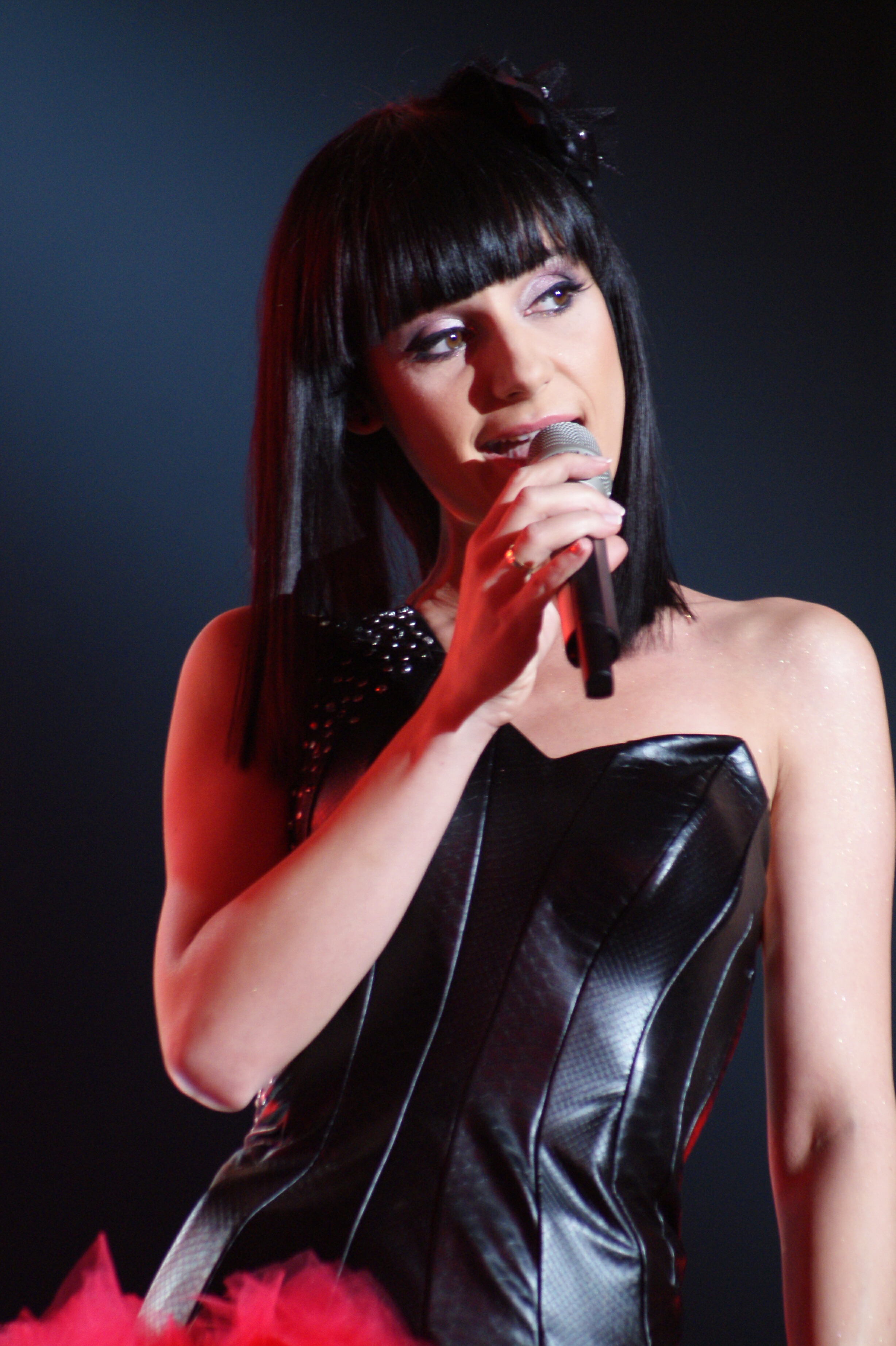
Aneta Figiel podczas koncertu (2010)

Aneta Figiel (ur. 2 czerwca 1980 we Włocławku) – polska piosenkarka, jedna z solistek w programie Jaka to melodia?.

## Życiorys

### Edukacja
Ukończyła średnią szkołę muzyczną w klasie fortepianu i jest absolwentką Sekcji Wokalnej Wydziału Jazzu i Muzyki Rozrywkowej Akademii Muzycznej w Katowicach. W międzyczasie studiowała pedagogikę na Uniwersytecie Warszawskim.

### Kariera
Zaczęła występować profesjonalnie w 1999, kiedy to wystąpiła w musicalu Miss Saigon Teatru Muzycznego „Roma”. W kolejnych latach śpiewała w chórkach w takich musicalach teatru, jak m.in. Piotruś Pan i Greare. W latach 2001–2006 współpracowała z warszawskim Teatrem Komedia w musicalu Chicago. W 2002 zaśpiewała w Koncercie Poezji Śpiewanej Pod dobrym drzewem.
W 2002 dotarła do półfinałów pierwszej edycji programu telewizji Polsat Idol. W 2003 wzięła udział w programie Szansa na sukces, w którym gościem specjalnym był zespół Ira, i zajęła pierwsze miejsce za interpretację piosenki „Wiara”. Z utworem wystąpiła też podczas finału sezonu w Sali Kongresowej. Razem z Marzeną Korzonek zdobyła pierwszą nagrodę, dzięki czemu obie wystąpiły na koncercie Debiuty na 52. Krajowym Festiwalu Piosenki Polskiej w Opolu. W tym samym roku wzięła udział w przesłuchaniach do pierwszej edycji programu Idol, jednak nie zakwalifikowała się do finałowej dziesiątki. Od sierpnia jest częścią zespołu wokalnego w programie Jaka to melodia?.
W 2004 wystąpiła na opolskim koncercie Debiuty z zespołem Esoka, z którym zaśpiewała piosenkę „Gdybyś powiedział”. W 2010 z piosenką „Myśl o Tobie” brała udział w krajowych eliminacjach do 55. Konkursu Piosenki Eurowizji. 14 lutego wystąpiła w finale selekcji i zajęła czwarte miejsce z 9,06% poparciem telewidzów.
Pod koniec lipca 2014 wydała singel „Kahone”, który zapowiadał jej debiutancką płytę studyjną. Album, zatytułowany Plan A, ukazał się na początku czerwca 2015. Wtedy też ukazał się drugi singel wokalistki „Love”.
W 2018 założyła kanał internetowy "Live Story", są to bliskie spotkania i rozmowy o pasji z artystami.
4 marca 2021 ukazał się singiel "W słowach ślad", jako zapowiedź  albumu "Aneta Figiel i Starsi Panowie... zupełnie inna historia", który ukazał się 14 marca 2021, a 14 kwietnia drugi singiel "Szarp Pan Bas".

## Dyskografia

### Albumy studyjne
- Plan A (2015)
- Aneta Figiel i Starsi Panowie... zupełnie inna historia (2021)